# Watertoren (Delft Stromingslaboratorium)
De watertoren van het stromingslaboratorium in de stad Delft, in de Nederlandse provincie Zuid-Holland, werd in 1975 gebouwd ten behoeve van experimenten. De watertoren is ontworpen door architect Op ten Noort Blijdenstein en had een inhoud van 60 m³. Zij leverde de benodigde waterdruk voor de stromingsmodellen van het Waterloopkundig Laboratorium. Door de ontwikkelingen op het gebied van computersimulaties werden schaalmodellen met stromend water steeds minder vaak gebruikt en werd de toren overbodig. In 2012 is deze dan ook gesloopt.